# 212 Медея
212 Медея (212 Medea) — астероїд головного поясу, відкритий 6 лютого 1880 року Йоганном Палізою у Пулі.